# Papendorf, Rostock
Papendorf là một đô thị thuộc huyện Rostock (trước thuộc huyện huyện Bad Doberan), bang Mecklenburg-Vorpommern, Đức. Đô thị này có diện tích 22,58 km², dân số thời điểm ngày 31 tháng 12 năm 2006 là 2463 người.